# Mansfield (Ohio)
Mansfield település az Amerikai Egyesült Államok Ohio államában, Richland megyében, melynek megyeszékhelye is. Lakosainak száma 47 534 fő (2020. április 1.).

## Népesség
A település népességének változása:

| 2010 | 47 821 |
| 2020 | 47 534 |